# Emmanuel Busto
Emmanuel Busto (Cransac, 1 d'octubre de 1932 - 9 octubre de 2017) va ser un ciclista francès que fou professional entre 1955 i 1963. Durant la seva carrera aconseguí destaquen la victòria final al Tour de l'Aude i una etapa a la Volta a Catalunya de 1961.

## Palmarès
- 1957
  - 1r al Tour de Var
- 1958
  - 1r al Tour de l'Aude i vencedor d'una etapa
  - 1r a la Bourg-Genève-Bourg
- 1960
  - Vencedor d'una etapa al Critèrium del Dauphiné Libéré
- 1961
  - Vencedor d'una etapa a la Volta a Catalunya

### Resultats al Tour de França
- 1957. Abandona (15a etapa)
- 1958. 31è de la classificació general
- 1959. 39è de la classificació general
- 1960. 75è de la classificació general
- 1961. 48è de la classificació general
- 1962. 67è de la classificació general

### Resultats a la Volta a Espanya
- 1959. 5è de la classificació general